# Rose Hall
Rose Hall – miasto w Gujanie, w północnej części regionu East Berbice-Corentyne, położone nad Oceanem Atlantyckim. 
Miejscowość została założona w 1908 roku.